# Курочка Андрій Євгенович
Андрі́й Євге́нович Ку́рочка (1976—2014) — молодший сержант, Збройні сили України, учасник російсько-української війни.

## Короткий життєпис
Народився 1976 року в селі Батятичі (Кам'янка-Бузький район, Львівська область). Заступник командира взводу, 51-а окрема механізована бригада.
1 серпня 2014-го автомобіль ГАЗ-66 підірвався на міні та перекинувся біля села Петрівське Шахтарського району. Тоді ж загинули капітан Андрій Задорожний, сержант Руслан Калуш, старший солдат Сергій Дармофал, старші солдати Михайло Котельчук та Сергій Кушнір.
Вдома лишились батьки, брат, дружина, донька. Похований 7 серпня 2014 року в Батятичах.

## Нагороди та вшанування
За особисту мужність і героїзм, виявлені у захисті державного суверенітету та територіальної цілісності України, вірність військовій присязі під час російсько-української війни
- нагороджений орденом «За мужність» III ступеня (4.6.2015, посмертно)
- його портрет розміщений на меморіалі «Стіна пам'яті полеглих за Україну» у Києві: секція 2, ряд 3, місце 20
- в Батятичах відкрито Андрію Курочці меморіальну дошку[2].